# Amine Messoussa
Amine Ben Malik Messoussa (Lione, 12 ottobre 2004) è un calciatore francese naturalizzato algerino, attaccante dell'USM Alger.

## Biografia
È nato in Francia da padre marocchino e madre algerina.

## Caratteristiche tecniche
Di ruolo centravanti, può essere impiegato anche come esterno.

## Carriera

### Club
È cresciuto nel settore giovanile del Lilla, con cui ha firmato il primo contratto professionistico il 5 luglio 2022. Ha debuttato in prima squadra il 5 ottobre 2023 nell'incontro della fase a gironi di Conference League pareggiato 0-0 contro il KÍ Klaksvík. ed ha segnato il suo primo gol il 6 gennaio 2024 nella partita di Coppa di Francia vinta 12-0 contro il Golden Lion. Utilizzato prevalentemente con la seconda squadra in Championnat National 3, il 30 gennaio 2024 è passato in prestito al Villefranche.
Il 29 agosto successivo ha lasciato definitivamente i biancorossi ed ha firmato con l'USM Alger.

### Nazionale
Ha giocato nella nazionale marocchina Under-17, per poi optare per la nazionale francese. Nel luglio del 2022 ha vinto i Calcio ai XIX Giochi del Mediterraneo con la Francia Under-18.
Nel 2024 ha scelto di rappresentare l'Algeria.

## Statistiche

### Presenze e reti nei club
Statistiche aggiornate al 18 gennaio 2025.
| Stagione        | Squadra         | Campionato      | Campionato | Campionato | Coppe nazionali | Coppe nazionali | Coppe nazionali | Coppe continentali | Coppe continentali | Coppe continentali | Altre coppe | Altre coppe | Altre coppe | Totale | Totale | Totale |
| Stagione        | Squadra         | Comp            | Pres       | Reti       | Comp            | Pres            | Reti            | Comp               | Pres               | Reti               | Comp        | Pres        | Reti        | Pres   | Reti   |        |
| --------------- | --------------- | --------------- | ---------- | ---------- | --------------- | --------------- | --------------- | ------------------ | ------------------ | ------------------ | ----------- | ----------- | ----------- | ------ | ------ | ------ |
| 2021-2022       | Lille 2         | N3              | 9          | 2          | -               | -               | -               | -                  | -                  | -                  | -           | -           | -           | 9      | 2      |        |
| 2022-2023       | Lille 2         | N3              | 22         | 10         | -               | -               | -               | -                  | -                  | -                  | -           | -           | -           | 22     | 10     |        |
| 2023-gen. 2024  | Lille 2         | N3              | 10         | 6          | -               | -               | -               | -                  | -                  | -                  | -           | -           | -           | 10     | 6      |        |
| Totale Lilla 2  | Totale Lilla 2  | Totale Lilla 2  | 41         | 18         |                 | -               | -               |                    | -                  | -                  |             | -           | -           | 41     | 18     |        |
| 2022-2023       | Lilla           | L1              | 1          | 0          | CF              | 0               | 0               | UECL               | 1                  | 0                  | -           | -           | -           | 2      | 0      |        |
| 2023-gen. 2024  | Lilla           | L1              | 0          | 0          | CF              | 1               | 1               | -                  | -                  | -                  | -           | -           | -           | 1      | 1      |        |
| Totale Lilla    | Totale Lilla    | Totale Lilla    | 1          | 0          |                 | 1               | 1               |                    | 1                  | 0                  |             | -           | -           | 3      | 1      |        |
| gen.-giu. 2024  | Villefranche    | N               | 11         | 2          | CF              | 0               | 0               | -                  | -                  | -                  | -           | -           | -           | 11     | 2      |        |
| 2024-2025       | USM Alger       | L1              | 10         | 0          | CA              | 1               | 0               | CCL                | 6                  | 0                  | -           | -           | -           | 17     | 0      |        |
| Totale carriera | Totale carriera | Totale carriera | 63         | 20         |                 | 2               | 1               |                    | 7                  | 0                  |             | -           | -           | 72     | 21     |        |

## Palmarès

### Nazionale
- Giochi del Mediterraneo: 1

 Taranto 2022